# هارفي وارد
هارفي وارد (بالإنجليزية: Harvie Ward)‏ هو لاعب غولف أمريكي، ولد في 8 ديسمبر 1925 في تاربورو في الولايات المتحدة، وتوفي في 4 سبتمبر 2004.

## وصلات خارجية
- هارفي وارد على موقع رابطة لاعبي الغولف المحترفين (الإنجليزية)
- هارفي وارد على موقع قاعة كارولاينا الشمالية للمشاهير الرياضية (الإنجليزية)